# 栄町 (館林市)
栄町（さかえちょう）は、群馬県館林市の町名。郵便番号は374-0052。面積は0.34km2。

## 地理
館林駅の西側にある。
東は栃木県道・群馬県道223号寺岡館林線・東武鉄道伊勢崎線を境として仲町・本町二丁目、南は鶴生田川を境として富士見町、西は国道122号を境に成島町、北側は東武小泉線を境界として新栄町と接している。

## 歴史
1970年（昭和45年）9月1日、大字館林字目車町・谷越町、大字谷越字萱場・樋ノ口、大字成島字天神・小泉口の各一部が合併し栄町となった。

### 旧館林城下町名の歴史

#### 目車町(めぐるまちょう)
慶長2年（1597年）に日光脇往還が整備されるまでは、武蔵国方面からの館林城へのアプローチは、当時は小田原街道と呼ばれた旧目車通り（現栃木県道・群馬県道223号寺岡館林線）のみであった。
目車という地名の起源には諸説あるが、地形が元となったとされる説では、町の南端を流れる鶴生田川周辺は湿地帯でまっすぐに道を引けず、遠回りに巡りって目車台地に達したことから、迂回路といった意味でついた地名だとされる。
目車町南西には、館林城下から町外に出る5つの門のうちの1つ、「小泉口御門」があった。幕末には冠木門に改装され、この守衛役を木戸守と呼んだという。各門の木戸守は5人ずつであったが、小泉口の担当は広瀬三右衛門、川村清太郎、酒井亀太郎、水野農次郎、小倉清次郎であった。木戸守は藩主の家中ではなく、「城付侍」と呼ばれる城に付属する侍で、藩主の転封があっても従って移動する必要がなく、また給田は二段があてがわれていたという。

## 人口
2022年（令和4年）4月1日現在の世帯数と人口は以下の通りである。
| 町丁 | 世帯数  | 人口  |
| ---- | ------- | ----- |
| 栄町 | 408世帯 | 835人 |

## 小・中学校の学区
市立小・中学校に通う場合、学区は以下の通りとなる。
| 番地 | 小学校             | 中学校             |
| ---- | ------------------ | ------------------ |
| 全域 | 館林市立第一小学校 | 館林市立第一中学校 |

## 行政
- 群馬県 館林土木事務所

## 経済

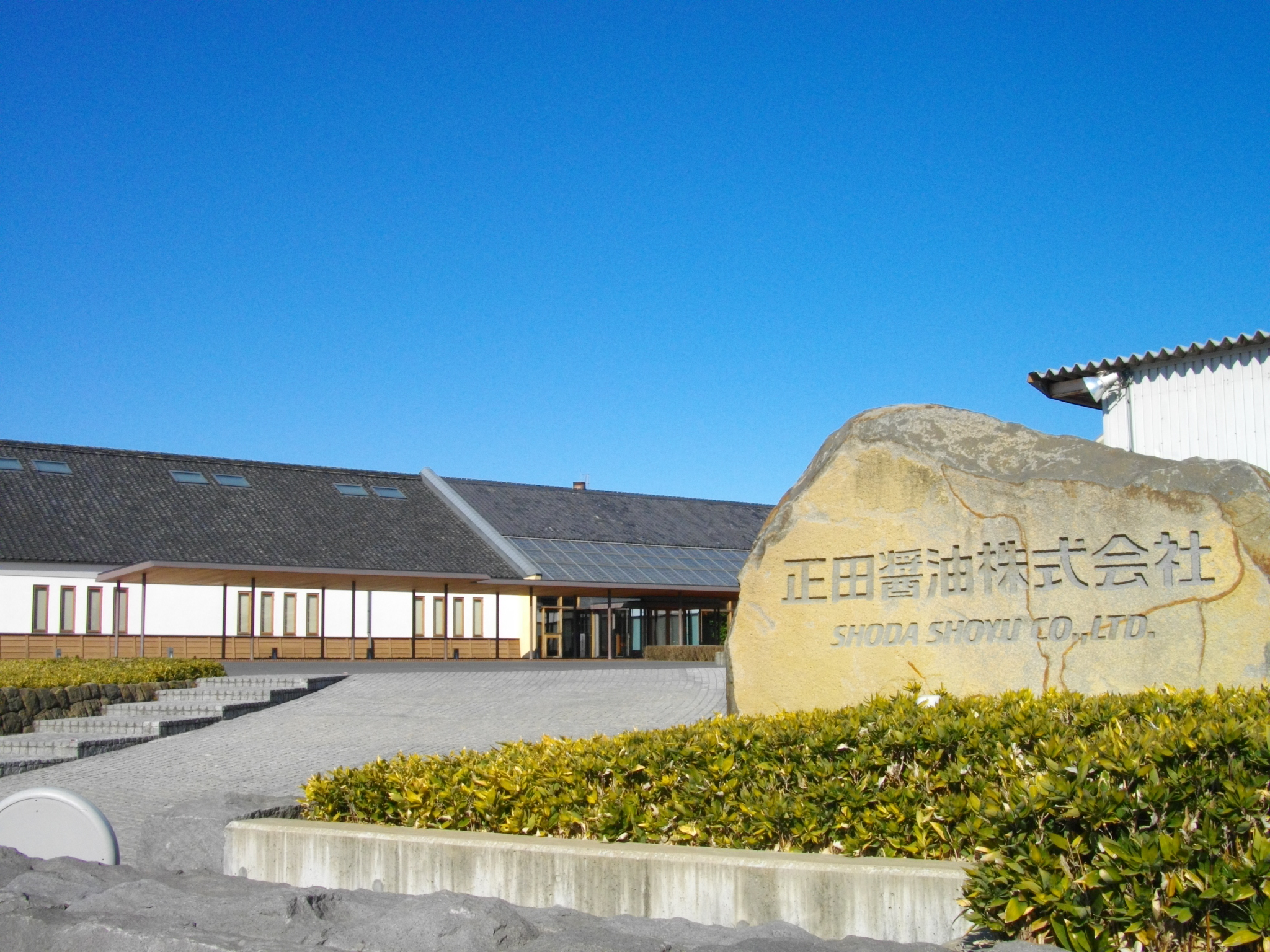
正田醤油 本社

店・企業

| - 飯塚設備工業 館林出張所 - 河内鋼機 館林支店 - 川辺鉄工所 - 館林市 公文式館林栄町教室（公文教育研究会） - 清水製器製作所 - 正田醤油 - 本社・研究所 - 業務部 - 東日本事業部 - 館林工場 - ヨネブン（通信販売） - 館林スリーボンド化学 - 田村商事 - 津久井運送店 - トヨタレンタリース群馬 館林駅西口店 - 日清フーズ 館林工場 - 広瀬畳店 - 福田ブロー工業 - 福地瓦店 - まこと商産 - 三藤機械製作所 - 読売新聞読売センター館林西部 | 飲食 - そば酒菜井志田 - 東海苑 館林店（焼肉） - 養老乃瀧 館林店 - 安兵衛寿司 コンビニ - セブン-イレブン館林栄町店 - ローソン館林栄町店 |

## 地域

### 健康
医療機関
- 大沼歯科クリニック
- ごが内科楡クリニック

### 相談
- 野澤治夫税務会計事務所

### 施設
記念館
- 正田記念館

企業博物館
- 製粉ミュージアム[10] - 2012年創立[10]。日清製粉グループが開設した[10]。前身は1970年開設の「製粉記念館」である[10]。

宗教
- 覚応寺（真宗大谷派）[11]
- 白山神社
- 正田稲荷神社[11] - もともと目車町（現・栄町）の鎮守であったが、1910年に正田家が目車町より譲り受けた[12]。以後、正田稲荷神社として栄町および正田醤油の守護神として祀られている[12]。例祭は2月の初午である[12]。
- 崇教真光館林お浄め所
- 天理教邑楽分教会

## 名所・旧跡
- 小泉口門跡石碑

## 交通

### 鉄道
当町に鉄道駅はない。しかし、隣接する本町に東武鉄道館林駅があり、その西口ロータリーがある。

### 道路
国道122号が当町の西端を南北に通過している。

## 出身・ゆかりのある人物
- 六代正田文右衛門（実業家） - 正田醤油社長。上皇后美智子の実家正田家の本家筋。
- 正田建次郎（数学者） - 大阪大学総長、同大学名誉教授。
- 正田英三郎（実業家） - 日清製粉社長。上皇后美智子の父。